# Seth Wulsin
Seth Wulsin es un artista que trabaja principalmente con la luz y el espacio a través de esculturas y dibujos efímeros en el espacio público. 
Wulsin es conocido por su trabajo, 16 Tons (sic), creado utilizando la reflexión de la luz sobre la fachada del edificio (en demolición) de la Cárcel de Caseros ubicado en Buenos Aires, Argentina. Es miembro de los colectivos de arte: Artistas en Latinoamérica y Wubacawi y fundador de Cajitas (2009).
Wulsin vive y trabaja en Brooklyn, NY. 

## Comienzos
Estudió fugazmente en Yale University, de donde se salió para tocar música con su amigo y guitarrista Solomon Silber. Entre 2003 y 2005 trabajó con el escultor Ray King.

## Premios y Becas
En septiembre de 2010 fue premiado en el Dumbo Arts Festival por mejor exhibición.
En 2008, 2009 y 2010 ganó becas de las fundaciones Peter S. Reed, y Thendara y de Smack Mellon.

## Obra
- Little Boxes (1999)
- Brown Hole (2002)
- Screen Portraits (2004)
- Reagan (2005)
- Jefferson (2006)
- Dale Globo! (2006)
- 16 Tons (2006)
- A Hole is to Dig - To China (en curso)
- Birth of the White Elephant (2007)
- Pozos, Tumbas, Horcas (2007)
- Romulus and Remus (2007)
- White House Bamboo (2008)
- Subterranean Homesick Gold (2008-0bra en marcha)
- Las Cajitas (2009)
- Cabeza de San Juan (2009)
- Selva Vertical (2009-obra en marcha)
- El infinito también duele (2010)